# وای (مونتانا)
وای (به انگلیسی: Wye) شهری در ایالت مونتانا کشور ایالات متحده آمریکا است که جمعیت آن در سرشماری سال ۲۰۱۰ میلادی، ۵۱۱ نفر بوده‌است.